# Festival Stična mladih
Festival Stična mladih je vsakoletno srečanje mladih iz vse Slovenije, organizirano v neposredni okolici stiškega samostana. 
Gre za najstarejši in hkrati največji festival mladine v Sloveniji. Vsako leto poteka tretjo soboto v mesecu septembru. Organizator je Katoliška mladina, festival se izvaja pod okriljem Medškofijskega odbora za mladino, sofinancirata pa ga Urad za mladino Republike Slovenije in Slovenska škofovska konferenca. Prvi festival je potekal leta 1981 in bil od takrat izveden vsako leto, z izjemo leta 1999, ko je tisto soboto papež sveti Janez Pavel II. drugič obiskal Slovenijo in leta 2020, zaradi prepovedi združevanja, zaradi izvajanja zdravstvenih ukrepov med epidemijo COVID 19.
Na festivalu se v zadnjih letih vedno zbere med 5000 in 9000 mladih iz vse Slovenije. Festival v Stični organizirajo mladi. Pri organizaciji vsako leto sodeluje več kot 200 prostovoljcev. Prostovoljci so mladi z vseh koncev Slovenije, različnih starosti in delujejo v različnih ekipah (ekipa animatorjev, ulična ekipa, ekipa za tehniko, ekipa projektne pisarne, Stična band, …).
Stična mladih je tesno povezana tudi s svetovnim dnevom mladih. Geslo Festivala Stična mladih je enako geslu svetovnega dneva mladih, pripravljalna ekipa pa črpa tudi iz poslanice, ki jo mladim za to praznovanje napiše papež. Eden od glavnih namenov Stične je povezovanje mladosti in vere. Festival želi mladim predstaviti pozitivne vrednote ter da je krščanska vera nekaj zelo aktualnega. Čeprav ga oblikujejo mladi, ki so kristjani, pa je namenjen vsem mladim mladim ne glede na versko prepričanje.

## Zgodovina
Srečanje ima najdaljšo zgodovino med množičnimi srečanji mladih v Sloveniji. Od prvega festivala leta 1981 do danes se je srečanje mladih v Stični spreminjalo, nekatere stvari pa so ostale enake. V 90. letih oziroma letih po osamosvojitvi je Stična dobila tudi tuje goste. Dobila je tudi bolj festivalski značaj, še posebno je bilo to opazno po prvem obisku svetega papeža Janeza Pavla II. v Sloveniji leta 1996. Mladi so to leto množično prišli v Stično, število udeležencev je naraslo na deset tisoč. Iz “srečanja slovenske verne mladine” je Stična postala “vseslovensko srečanje mladih”, nato pa je postala preprosto “Stična mladih”.

### 1981: 1. srečanje
Do prvega srečanja je prišlo zaradi obiska brata Rogerja Schutza iz Taizeja 19. septembra 1981. Ob razmišljanju na temo sprave je po župnijah romal tudi taizéjski križ s sporočilom »Z ljubeznijo previhariti trpljenje in zlo in doseči zmago«. Na dan srečanja se je po zbiranju mladih ob 10.00 v stiški baziliki pričela sveta maša, ki jo je daroval tedanji ljubljanski nadškof Alojzij Šuštar ob sodelovanju mariborskega škofa Franca Krambergerja in ljubljanskega pomožnega škofa Stanislava Leniča ter prisotnosti okoli 240 duhovnikov. Po maši so se mladi, ki jih je bilo okoli 4000, zbrali v male skupine, skupaj obedovali in se pogovarjali o pripravljenih vprašanjih. Ob 17. uri se je pričelo bogoslužje božje besede z govorom brata Rogerja. Nagovoril jih je, naj se dejavno vključijo v svoje župnijske skupnosti. Sledilo je še češčenje križa in odhod domov. Že na prvem srečanju je bil za udeležence do Ivančne Gorice organiziran poseben vlak, ki v ta namen vozi še danes.

### 1982–1990: Prvo desetletje – širjenje Stične
Po prvem srečanju so z njimi nadaljevali vsako leto ob istem času. Število mladih se je gibalo med 4000 in 5000. V tem obdobju so glavni del (mašo) prestavili na popoldanski čas, dopoldan pa so po manjših skupinah potekali pogovori in druge delavnice na različne teme. 3. srečanje leta 1983 je zaznamoval obisk 15 škofov iz vse Evrope. S 4. srečanjem leta 1984 so pričeli s tradicijo nagovorov povabljenih gostov iz različnih držav (Hrvaške, Avstrije, Madžarske, Italije), na 8. srečanju leta 1988 je bil gost kanadski katoliški filozof Jean Vanier, ustanovitelj gibanja Vera in Luč. Na 10. srečanju leta 1990 je kot gost mlade nagovoril in z njimi tudi zapel slovenski glasbenik Aleksander Mežek.

### 1991–2001: Drugo desetletje – samostojna Slovenija
Na 11. srečanju leta 1991, prvič v samostojni državi, so mlade nagovorili različni slovenski misijonarji, skupaj pa so tudi molili za mir na Hrvaškem. Na naslednjih srečanjih v drugem desetletju Stične mladih so mlade kot gostje med drugim nagovorili slovenski alpski smučarki Mateja Svet in Majda Ankele, alpinist Viki Grošelj, glasbeniki Vlado Kreslin, Adi Smolar in Vili Resnik ter glasbena skupina Čuki. Na 17. srečanju leta 1997 je več kot 9000 mladih nagovoril francoski duhovnik Guy Gilbert, ki je spregovoril tudi o svojem delu na ulicah. Na 18. srečanju leta 1998 je število mladih preseglo številko 10000. Leta 1999 je srečanje zaradi papeževega obiska v Sloveniji odpadlo. Leta 2001 so se mladi z dolgim trenutkom molitve v tišini spomnili žrtev napadov 11. septembra. Na tem srečanju je prvič potekal Festival vere in upanja (danes podobno programu za dijake).

### 2002–2011: Tretje desetletje – dobivanje današnje podobe
V tretjem desetletju je Stična mladih počasi pridobila današnjo festivalsko podobo. Za animacijo v dopoldanskem delu je skrbela skupina animatorjev, zbrana pod imenom Hitri polži. V tem času je svoje delovanje začel tudi Stična bend, ki še danes skrbi za glasbeno spremljavo pri maši in na zaključnem praznovanju po njej.

### 2012–danes: Četrto desetletje – Festival Stična mladih
V tem desetletju se je oblikovala tudi Stična diha. Gre za krajšo različico Stične mladih, ki se odvija na lokalni ravni. Z njo želijo Stično in njene vsebine približati mladim v njihovem domačem okolju. Gost na 35. festivalu leta 2016 je bil tudi predsednik Republike Slovenije Borut Pahor, ki je po maši nagovoril mlade. Organizatorjem je kot priznanje njihovem delu podaril slovensko zastavo.

## Gesla
Gesla Stične mladih od leta 2006 naprej:
- 2006: »Tvoja beseda je svetilka mojim nogam, luč na moji stezi …«
- 2007: »Kakor sem vas jaz ljubil, tako se tudi vi ljubite med seboj.«
- 2008: »Prejeli boste moč, ko bo prišel Sveti Duh nad vas, in boste moje priče!«
- 2009: »Svoje upanje smo naslonili na živega Boga.«
- 2010: »Ozrl se je vame in me vzljubil.«
- 2011: »Ne bi me iskal, če me ne bi že našel.«
- 2012: »Veselite se v Gospodu zmeraj.«
- 2013: »Pojdite in naredite vse narode za moje učence.«
- 2014: »Blagor ubogim v duhu, kajti njihovo je nebeško kraljestvo.«
- 2015: »Blagor čistim v srcu, kajti Boga bodo gledali.«
- 2016: »Sem orodje Božjega usmiljenja.«
- 2017: »Velike reči mi je storil Mogočni.«
- 2018: »Ne boj se.«
- 2019: »Tukaj sem, zgodi se!«
- 2020: »Vstani.«
- 2021: »Utrdi moje korake.«
- 2022: »Izberi vihar.«
- 2023: »Kdo praviš, da sem?«
- 2024: »Zakaj On?«
- 2025: »Poglej gor«